# بين رالي
بين رالي (بالإنجليزية: Ben Raleigh)‏ هو كاتب أغاني وشاعر أمريكي، ولد في 16 يونيو 1913 في نيويورك في الولايات المتحدة، وتوفي في 26 فبراير 1997 في هوليوود في الولايات المتحدة.

## وصلات خارجية
- بين رالي على موقع IMDb (الإنجليزية)
- بين رالي على موقع ميوزك برينز (الإنجليزية)
- بين رالي على موقع أول ميوزيك (الإنجليزية)
- بين رالي على موقع ديسكوغز (الإنجليزية)